# Ángel Rico
Ángel Jesús Rico Reyes (ur. 12 stycznia 2005 w Ecatepec de Morelos) – meksykański piłkarz występujący na pozycji ofensywnego pomocnika, od 2024 roku zawodnik Pumas UNAM.